# Karel Hoffmeister
Karel Hoffmeister (Liblice (Bohèmia-central), 26 de setembre de 1868 - Hluboká nad Vltavou (Bohèmia del Sud), 23 de setembre de 1952) va ser un pianista txec, pedagog de piano i musicòleg.
Hoffmeister va estudiar música a Praga, l'orgue amb Karl Knittl, Josef Klička i Karel Stecker, després fou estudiant de piano de Jindřich Kàan z Albestů. Després va estudiar història, història de l'art i estètica a la Universitat Carolina de Praga amb Otakar Hostinský. Va ensenyar després de 1891 a l'Escola de Música de Ljubljana i després de 1898 al Conservatori de Praga. Va fer una sèrie de gires artístiques, principalment com a pianista del Trío Txèquia. Més tard el 1902 fou nomenat professor de teoria de la música i història de la música. De 1920 a 1939, cap d'una classe magistral al Conservatori Estatal, repeteix el seu rectorat, al mateix temps virtuós de piano i compositor de música. Durant aquest temps gaudí de molta anomenada com a crític musical i professor, tenint entre els seus alumnes a Rafael Schächter.
Se li deuen una sèrie d'inspirades composicions per a piano, nombrosos lieder i el melodrama Els tres genets.